# Cratere López
López  è un cratere sulla superficie di Marte.